# Сосновка (Невьянский муниципальный округ)
Сосно́вка — деревня в Невьянском районе Свердловской области России. Входит в Невьянский муниципальный округ. В прошлом входила в состав Аятского сельсовета.

## География
Сосновка расположена к северу от Екатеринбурга и к востоку от районного центра — города Невьянска, на левом берегу реки Аяти, в лесистой местности. Ниже по течению реки находится крупное село Аятское.

## Население
| 2010 | 2021 |
| ---- | ---- |
| 5    | ↗7   |

По данным Всероссийской переписи населения 2010 года,  постоянное население Сосновки составляло 5 человек — 3 мужчины и 2 женщины.

## История
Посёлок Сосновка зарегистрирован решением облисполкома № 857 как вновь возникший населённый пункт 28 октября 1960 года. 30 декабря 1976 года посёлок решением облисполкома № 1099 был исключён из учётных данных как населённый пункт, прекративший существование, однако в базе данных переписи 2010 года Сосновка вновь обозначен, как имеющий постоянное население, но его статус понижен до деревни.
В августе 2023 года наименование одобрено Правительством Свердловской области.